# Aspidogyne mosaica
Aspidogyne mosaica är en orkidéart som beskrevs av Paul Ormerod. Aspidogyne mosaica ingår i släktet Aspidogyne och familjen orkidéer. Inga underarter finns listade i Catalogue of Life.